# Charlotte de La Gournerie
Charlotte de La Gournerie est une productrice française né le 15 janvier 1989 en France.
En 2022, elle est nommée pour son film Flee pour le meilleur long métrage documentaire et le meilleur long métrage d'animation à la 94e cérémonie des Oscars. Elle remporte le Robert Award for Best Documentary Feature (en) pour ce même film.

## Biographie
Charlotte de La Gournerie grandi en Bretagne, à Bordeaux et à Paris où elle est diplômée, en 2013, de l'école d'animation des Gobelins. 
Elle commence sa carrière chez Animation Sans Frontières, un atelier soutenu par Creative Europe (en), puis elle s'installe au Danemark pour travailler comme productrice. En 2015, elle devient partenaire du Sun Creature Studio (en). En 2020, elle crée Sun Creature France à Bordeaux.

## Filmographie

### Productrice
- The Reward : Tales of Alethrion - The First Hero (2015)
- La Quête héroïque du valeureux Prince Ivandoe (Saison 1 - 2017)
- La Quête héroïque du valeureux Prince Ivandoe (Saison 2 - 2021)
- Flee (2021)

## Liens
- Ressources relatives à l'audiovisuel :   - IMDb
  - Oscars du cinéma